# Bruant de Stewart
Emberiza stewarti
Espèce
Statut de conservation UICN

 LC  : Préoccupation mineure
Le Bruant de Stewart (Emberiza stewarti) est une espèce de passereau appartenant à la famille des Emberizidae.

## Répartition
Il vit dans les montagnes d'Asie centrale (Pamir, Tian Shan et ouest de l'Himalaya) ; il hiverne dans le nord du sous-continent indien.

## Habitat
Il vit dans les forêts et les broussailles boréales et les prairies tempérées.